# Microthamnium smithii
Microthamnium smithii là một loài Rêu trong họ Hypnaceae. Loài này được R.S. Williams mô tả khoa học đầu tiên năm 1930.